# Mięsień prostownik łokciowy nadgarstka

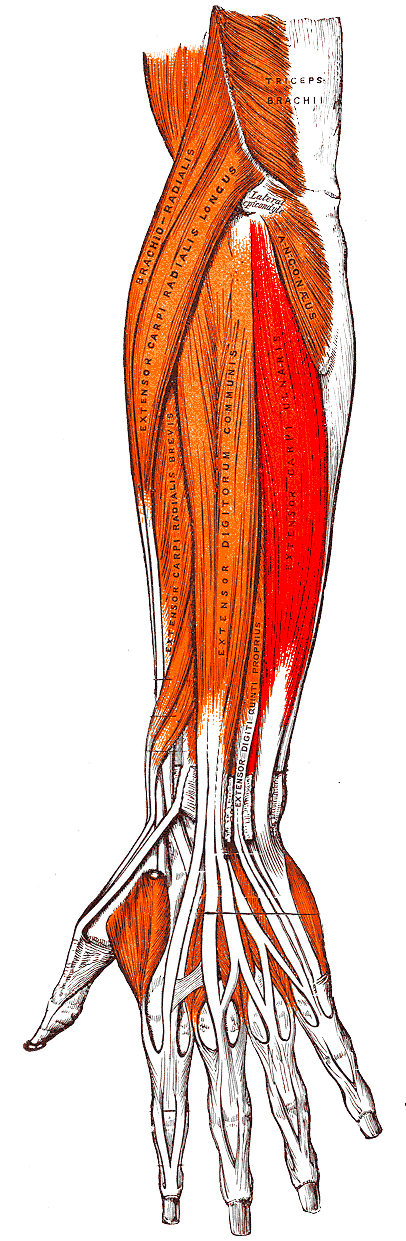
Mięsień prostownik łokciowy nadgarstka oznaczony na czerwono.

Mięsień prostownik łokciowy nadgarstka (łac. musculus extensor carpi ulnaris) – w anatomii człowieka podłużny mięsień warstwy powierzchownej grupy tylnej mięśni przedramienia. Zlokalizowany jest po stronie łokciowej mięśnia prostownika palca małego. Przyczep bliższy ma na nadkłykciu bocznym kości ramiennej, na więzadle pobocznym promieniowym stawu łokciowego, na powięzi przedramienia oraz na powierzchni tylnej kości łokciowej. Biegnie ku dołowi i na tylną powierzchnię kości łokciowej. Zakończony jest długim ścięgnem przebiegającym przez szósty przedział troczka prostowników, w bruździe między wyrostkiem rylcowatym kości łokciowej a głową kości łokciowej, dochodzącym do podstawy V kości śródręcza.
Unaczyniony jest przez tętnicę międzykostną tylną, a unerwiony przez gałąź głęboką nerwu promieniowego (nerw międzykostny tylny).
Jego funkcją jest prostowanie i odwodzenie ręki w stawie promieniowo-nadgarstkowym.